# Phainantha myrteoloides
Phainantha myrteoloides är en tvåhjärtbladig växtart som beskrevs av John Julius Wurdack. Phainantha myrteoloides ingår i släktet Phainantha och familjen Melastomataceae. Inga underarter finns listade i Catalogue of Life.